# Cocorăștii Mislii
Cocorăștii Mislii è un comune della Romania di 3 457 abitanti, ubicato nel distretto di Prahova, nella regione storica della Muntenia. 
Il comune è formato dall'unione di 3 villaggi: Cocorăștii Mislii, Goruna, Țipărești.